# سانتا کومبا داو
شهر سانتا کومبا داو (به پرتغالی: Santa Comba Dão) در سانتا کومبا داو در کشور پرتغال واقع شده‌است. جمعیت این شهر ۳٬۲۰۰ نفر است. در تاریخ ۲۴ ژوئن ۱۹۹۹ به عنوان شهر شناخته شد.